# Zulte
Zulte ist eine Gemeinde der Provinz Ostflandern in Belgien. Sie gehört zum Arrondissement Gent und liegt 24 km südöstlich der Stadt Gent.
Die Gemeinde besteht aus dem Kernort Zulte und den beiden Ortsteilen Machelen und Olsene.
Bekannt ist der Ort durch den belgischen Erstligisten SV Zulte-Waregem, der jedoch im Nachbarort Waregem seine Spiele austrägt.

## Persönlichkeiten
- Gerard Reve (1923–2006), niederländischer Schriftsteller

## Weblinks

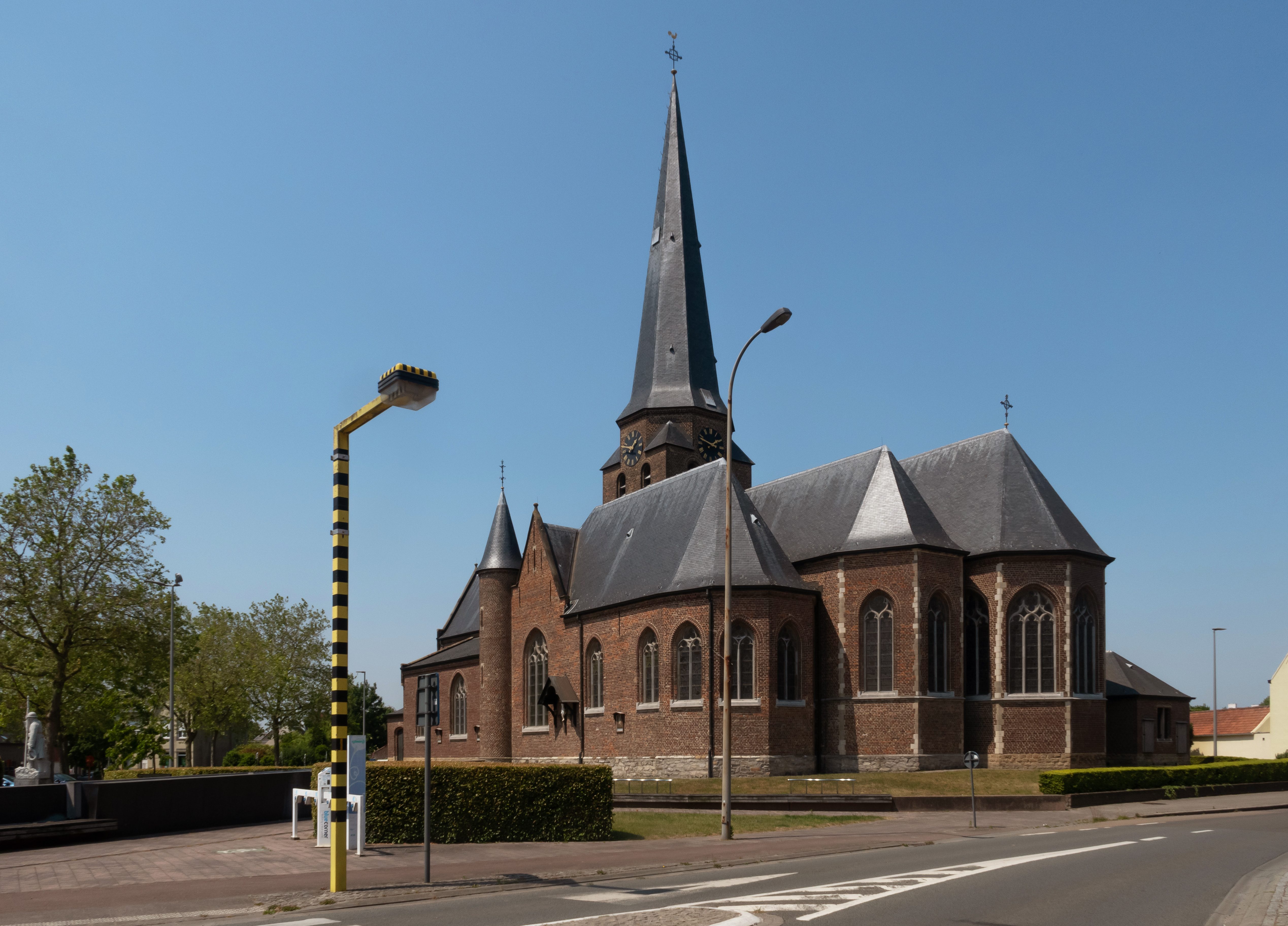
Zulte, Kirche: die Sint-Petrus-en-Paulus Kerk
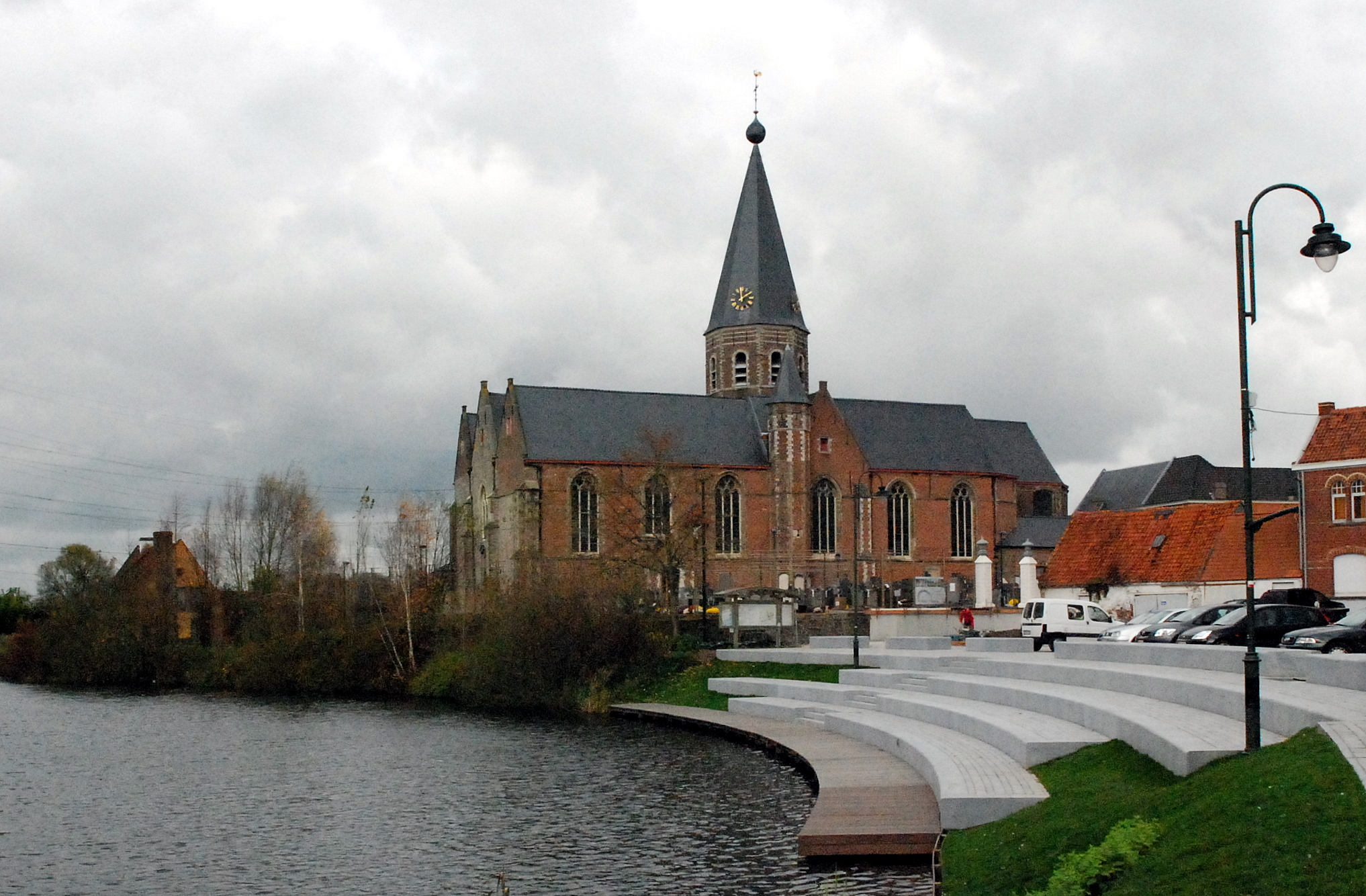
Die Sint-Michiel-en-Cornelius-en-Ghislenuskerk im Ortsteil Machelen